# Bomba Estéreo
Bomba Estèreo és un grup musical colombià que fusiona la música electrònica, el rock, el reggae, el reguetó alternatiu i el rap amb la música tradicional de la Regió Carib del seu país, com la cúmbia i la champeta. Va ser fundat a Bogotà l'any 2005 per Simón Mejía i Li Saumet. La seva música ha estat descrita com «electro tropical» o «cúmbia psicodèlica».

## Història
El 2014, Bomba Estéreo va signar amb Sony Music Latin i va produir un nou àlbum, Amanecer, publicat un any després amb un èxit internacional immediat, ja que es va posicionar el dia la seva estrena com a número 1 en vendes Colòmbia i el número 2 a iTunes Llatí als Estats Units d'Amèrica.
El treball va ser considerat pel productor musical Ricky Reed com el més acolorit de la banda, resultat de la barreja entre la melodia costeña, el ritme urbà de Colòmbia i el rap. El material va aconseguir la nominació de Bomba Estèreo en dues categories dels Premis Latin Grammy. El tema «Fiesta», el primer senzill del disc, va arribar al món amb un so inspirat en el Carnaval de Barranquilla, una celebració de música i dansa que combina l'atmosfera del carnaval amb el deliri nocturn. Aquest tema va comptar amb la col·laboració de Will Smith en la seva versió remix, la qual es va estrenar el 2015 com a Amanecer Remixed.
El 2022 van presentar la cançó «Ojitos Lindos», amb Bad Bunny, que a cinc dies del seu llançament va depassar els 10 milions de reproduccions a Youtube. El senzill va ser produït per Tainy, qui va col·laborar amb l'agrupació en el remix «To My Love», el seu major èxit comercial, atès que va superar els mil milions de reproduccions en línia.

## Discografia

### Àlbums d'estudi
| Any  | Títol                     | Discogràfica                     |
| ---- | ------------------------- | -------------------------------- |
| 2006 | Volumen 1                 | Polen Records                    |
| 2008 | Estalla                   | Polen Records / Nacional Records |
| 2012 | Elegancia tropical        | Polen Records / Soundway         |
| 2015 | Amanecer                  | Sony Music                       |
| 2017 | Ayo                       | Sony Music                       |
| 2021 | Deja                      | Sony Music                       |
| 2025 | Astropical (amb Rawayana) | Sony Music                       |

#### EP
| Any  | Títol      | Discogràfica     |
| ---- | ---------- | ---------------- |
| 2011 | Ponte Bomb | Nacional Records |

#### Àlbums en directe
| Any  | Títol          | Discogràfica     |
| ---- | -------------- | ---------------- |
| 2019 | Live in Dublin | Nacional Records |